# Disphragis lloreda
Disphragis lloreda är en fjärilsart som beskrevs av Paul Dognin 1897. Disphragis lloreda ingår i släktet Disphragis och familjen tandspinnare. Inga underarter finns listade i Catalogue of Life.